# Bellman–Ford-algoritmus
A Bellman–Ford-algoritmus egy algoritmus, amely kiszámítja a legrövidebb utat egyetlen forrástól (csúcs) az összes többi csúcshoz egy súlyozott digráfban. Ez lassabb, mint Dijkstra algoritmusa ugyanarra a problémára, viszont sokoldalúbb, mert képes olyan gráfok kezelésére, amelyekben az egyes élsúlyok negatív számok. Az algoritmust először Alfonso Shimbel (1955) javasolta, azonban helyette Richard Bellman és Lester Ford Jr. után nevezték el, akik 1958-ban, illetve 1956-ban publikálták. Edward F. Moore is közzétette ugyanezt az algoritmust 1957-ben, ezért néha Bellman–Ford–Moore-algoritmusnak is nevezik.
A negatív élsúlyok a gráfok különböző alkalmazásaiban találhatóak, innen ered az algoritmus hasznossága. Ha egy gráf tartalmaz egy "negatív ciklust" (azaz egy olyan ciklust, amelynek élei összege negatív értékűek), amely elérhető a forrástól, akkor nincs legolcsóbb út: bármely olyan út, amelynek van egy pontja a negatív körön, olcsóbbá válhat egy további sétával a negatív ciklus mentén. Ilyen esetben a Bellman–Ford-algoritmus képes felismerni és jelenteni a negatív ciklust.

Ebben a példagráfban, feltételezve, hogy a forrás és az élek feldolgozása a legrosszabb sorrendben történik, jobbról balra, ez teljes V −1 vagy 4 iterációt igényel a távolságbecslések konvergenciájához. Ezzel szemben, ha az éleket a legjobb sorrendben, balról jobbra dolgozzuk fel, az algoritmus egyetlen iterációval konvergál

Mint Dijkstra algoritmusa Bellman–Ford relaxáció útján megy végbe, amelyben a helyes távolságokhoz való közelítéseket jobbak váltják fel, amíg végül el nem érik a megoldást. Mindkét algoritmusban az egyes csúcsokhoz való hozzávetőleges távolság mindig a valós távolság túlbecslése, és helyébe a régi érték minimuma és az újonnan talált út hossza lép Dijkstra algoritmusa azonban prioritási sort használ, hogy mohón kiválassza a még nem feldolgozott legközelebbi csúcsot, és végrehajtja ezt a relaxációs folyamatot az összes kimenő élen; ezzel szemben a Bellman–Ford-algoritmus egyszerűen ellazítja az összes élt, és ezt meg is teszi{\displaystyle |V|-1} alkalommal, ahol {\displaystyle |V|} a csúcsok száma a gráfon. Ezen ismétlések mindegyikében növekszik a helyesen kiszámított távolsággal rendelkező csúcsok száma, amelyből az következik, hogy végül az összes csúcs megfelelő távolsággal fog rendelkezni. Ez a módszer lehetővé teszi a Bellman–Ford-algoritmus a Dijkstránál szélesebb bemeneti osztályra történő alkalmazását.
Bellman–Ford {\displaystyle O(|V|\cdot |E|)} időben zajlik, ahol {\displaystyle |V|} és {\displaystyle |E|} a csúcsok és az élek száma. 
```
 
function
 BellmanFord(list vertices, list edges, vertex source) 
is

 
     // Az implementáció bemenete egy gráf, az alábbi módon ábrázolva:
     // vertices: csúcsok listája, [0..n-1] egész számokként,
     // és edges: élek listája, ahol az éleket számpárosok alkotják, pl. (u, v)
     // kitölt két tömböt (distance - távolság, predecessor - előd) melyek
     // a kiindulásból az egyes csúcsokhoz vezető legrövidebb utat tartalmazzák
 
     distance := list of size n         // távolság, n méretű lista
     predecessor := list of size n      // előd, n méretű lista
 
     // 1. lépés: a segédtömbök inicializálása
     
for each
 vertex v 
in
 vertices 
do

         distance[v] := inf             // kezdetben minden csúcs távolsága végtelen
         predecessor[v] := null         // minden csúcs elődje null
     
     // a kiindulás önmagától való távolsága nulla
     distance[source] := 0
 
     // 2. lépés: az élek ismételt feloldása
     
repeat
 |V|−1 times:                // ismétlés |V|−1 -szer
         // minden (u, v) élhez egy w súly tartozik
         
for each
 edge (u, v) 
with
 weight w 
in
 edges 
do

             
if
 distance[u] + w < distance[v] 
then

                 distance[v] := distance[u] + w
                 predecessor[v] := u
 
     // 3. lépés: negatív súlyú körutak ellenőrzése
     
for each
 edge (u, v) 
with
 weight w 
in
 edges 
do

         
if
 distance[u] + w < distance[v] 
then

             predecessor[v] := u
             // létezik negatív kör (ciklus); keressük meg a kör egy csúcspontját
             visited := list of size n initialized with false   // hamis értékkel inicializált n hosszú lista
             visited[v] := true
             
while
 
not
 visited[u] 
do

                 visited[u] := true
                 u := predecessor[u]
             // u egy negatív kör csúcsa, keressük magát a kört
             ncycle := [u]            // ncycle egy lista
             v := predecessor[u]
             
while
 v != u 
do

                 ncycle := 
concatenate
([v], ncycle)
                 v := predecessor[v]
             
error
 "A gráf negatív súlyú kört tartalmaz", ncycle
     
return
 distance, predecessor
```

Leegyszerűsítve, az algoritmus inicializálja a forráshoz való távolságot 0-ig, és minden többi csomópontot a végtelenig. Ezt követően az összes él esetében, ha a távolság a rendeltetési helyig lerövidíthető az él megvételével, a távolság az új, alacsonyabb értékre frissül. Minden egyes i iterációnál, az élek vizsgálatakor, az algoritmus megtalálja a leghosszabb i élek összes legrövidebb útját (és esetleg néhány i élnél hosszabb utat is). Mivel a kör nélküli lehető leghosszabb út lehet {\displaystyle |V|-1} él, az éleket meg kell vizsgálni {\displaystyle |V|-1} alkalommal annak biztosítékaként, hogy minden csomópontra megtalálták a legrövidebb utat. Az összes él végső vizsgálatát elvégzik, és amennyiben bármelyik távolságot frissítik, akkor megtalálják a {\displaystyle |V|} hosszúságú élek útját, amely csak akkor fordulhat elő, ha legalább egy negatív kör létezik a gráfban.

## A helyesség igazolása
Az algoritmus helyessége indukcióval mutatható ki:
Állítás. Miután i ismétlést hajtunk végre a hurokra:
- · ha az u távolság nem végtelen, akkor ez megegyezik az s- től u-ig tartó út hosszával; és
- · ha van egy út s-től u-ig, legfeljebb i éllel, akkor az (u) Távolság legfeljebb az s- től u-ig tartó legrövidebb út legfeljebb i éllel.

Bizonyítás. Az alapeset indukció, hogy i=0 és abban a pillanatban, mielőtt a először végrehajtódik. A forráscsúcs távolsága source.distance = 0, amely helyes. Más u csúcsok esetében u.distance = infinity, amely szintén helyes, mert nincs út a forrástól az u-hoz 0 éllel.
Az induktív esetre először az első részt bizonyítjuk. Vegyünk egy pillanatot, amikor egy csúcs távolsága frissül v.distance := u.distance + uv.weight által. Induktív feltételezés alapján u.distance a forrás és az u közötti útvonal hossza. Ezután u.distance + uv.weight a forrástól v-ig tartó út hossza, ezt követi a forrástól u- ig tartó út, majd v-ig megy.
A második részt illetően, gondoljunk a legrövidebb útra, mint P (lehet, hogy több van, mint egy) a forrástól a v-ig legfeljebb i éllel. Legyen u az utolsó csúcs a v előtt ezen az úton. Ezután az útnak a forrástól az u-ig tartó része a legrövidebb út legfeljebb i-1 éllel, mert ha nem így lenne, akkor lennie kellene valamilyen szigorúan rövidebb útnak a forrástól az u-ig legfeljebb i- 1 éllel, és ezt követően az uv élt hozzáfűzhetjük ehhez az úthoz annak érdekében, hogy elérjük az az utat legfeljebb i éllel, amely szigorúan rövidebb, mint P — ellentmondás. Induktív feltevéssel, az u.distance i -1 iterációt követően legfeljebb a forrástól u-ig tartó út hossza. Ezért uv.weight + u.distance legfeljebb a P hossza lehet. Az i edik iteráció, v.distance összehasonlításra kerül uv.weight + u.distance-el, és egyenlőre van állítva, ha uv.weight + u.distance kisebb. Ezért, i iterációt követően, v.distance legfeljebb a P hossza, azaz a forrástól v-ig tartó legrövidebb út, amely legfeljebb i élt használ.
Ha nincsenek negatív súlykörök, akkor minden legrövidebb út egyszerre ér minden egyes csúcshoz, tehát a 3. lépésben nem végezhetőek további javítások. Ezzel szemben tételezzük fel, hogy nem lehet fejlesztést elérni. Majd minden olyan körre, amelynek v [0], ..., v [ k −1] csúcsai vannak,
v[i].distance <= v[i-1 (mod k)].distance + v[i-1 (mod k)]v[i].weight
A ciklus mentén összegezve a v [ i ] .távolság és v [ i −1 (mod k )] távolság feltételei törlődnek, hátrahagyva:
0 <= sum from 1 to k of v[i-1 (mod k)]v[i].weight
Tehát minden körnek nem negatív súlya van.

## Negatív körök keresése
Amikor az algoritmust a legrövidebb út megtalálására használják, akkor a negatív körök léte problémát jelent, és ez akadályozza az algoritmust abban, hogy megtalálja a helyes megoldást.
Azonban, tekintettel arra, hogy az algoritmus negatív kör találatkor lezárul, a Bellman–Ford-algoritmus olyan alkalmazásokhoz alkalmazható, amelyekben ez a célkitűzés – például ciklus törlési technikáknál hálózat áramlás elemzésekor.

## Alkalmazások az útválasztásban
A Bellman–Ford-algoritmus megosztott változatát használják a távolságvektor útválasztási protokollokban, például az útválasztási információs protokollban (RIP). Az algoritmus azért került megosztásra, mert magába foglal számos csomópontot (útválasztót) egy autonóm rendszerben (AS), az IP-hálózatok egy gyűjteményén belül, amely jellemzően egy ISP tulajdonát képezi. A következő lépéseket tartalmazza:
1. Minden csomópont kiszámítja a távolságot a saját és az összes többi csomópont között az AS-en belül, és ezeket az információkat táblázatként tárolja.
2. Minden csomópont elküldi a tábláját az összes szomszédos csomópontnak.
3. Amikor egy csomópont távolságtáblákat kap szomszédaitól, kiszámítja a legrövidebb útvonalat az összes többi csomóponthoz, és frissíti saját tábláját, hogy bármilyen változást tükrözzön.

A Bellman–Ford-algoritmus fő hátrányai ebben a beállításban a következők:
- Nem méretezhető jól.
- A hálózati topológiában bekövetkező változások nem tükröződnek gyorsan, mivel a frissítések csomópontonként terjednek.
- Végtelenségig kell számolni, ha a kapcsolat vagy a csomópont meghibásodása miatt a csomópont elérhetetlenné válik más csomópontok valamelyikéből, ezek a csomópontok örökké tarthatnak, fokozatosan növelve a hozzá rendelt távolság becsléseit, és időközben lehetnek útvonal hurkok.

## Fejlesztések
A Bellman–Ford-algoritmust a gyakorlatban fejleszthető (bár nem a legrosszabb esetben) azzal a megfigyeléssel, ha az algoritmus fő hurokjának iterációja változtatások nélkül befejeződik, az algoritmus azonnal megszüntethető, mert a későbbi iterációk nem fognak több változtatást végezni. Ezzel a korai lezárási feltétellel a fő ciklus néhány esetben |V|- 1-nél sokkal kevesebb iterációt használhat, annak ellenére, hogy az algoritmus legrosszabb esete változatlan marad.
Yen (1970) további két fejlesztést mutatott be a Bellman–Ford-algoritmushoz negatív súlyú kör nélküli gráfra vonatkozóan; újból, miközben az algoritmust a gyakorlatban gyorsabbá teszik, nem változtatják meg a {\displaystyle O(|V|\cdot |E|)} legrosszabb eseti időkerethez kötöttséget. Első fejlesztése csökkenti azoknak a relaxációs lépéseknek a számát, amelyeket az algoritmus minden iterációjánál végre kell hajtani. Ha a v csúcs távolsági értéke nem változott, mivel az utóbbi időben v- n kívüli éleket lazítottuk meg, akkor nem szükséges a v-n kívüli éleket második alkalommal meglazítani. Ilyen módon, ahogy a helyes távolságértékekkel rendelkező csúcsok száma növekszik, minden egyes iterációnál csökken az a szám, amelynek kimeneti éleit lazítani szükséges, és ez állandó tényezős időmegtakarításhoz vezet sűrű gráf esetében.
A Yen második fejlesztése először néhány tetszőleges lineáris sorrendet rendel hozzá az összes csúcshoz, majd az összes él halmazát két részhalmazra bontja. Az első részhalmaz, E f, az összes élt ( v i, v j ) tartalmazza, i < j módon; a második, E b, éleket (v i, v j) tartalmazza i> j módon. Minden csúcsot v 1, v 2, ..., v |V| sorrendben meg lazítva minden kimenő élt az Ef ben lévő csúcstól. Ezután minden csúcsot meglátogatunk sorrendben V |, v | V | −1, ..., v 1, lazítva minden kimenő élt az E b-ben lévő csúcstól. Az algoritmus fő hurokjának minden egyes iterációja az első után legalább két élt ad hozzá az élekhez, amelyeknek lazított távolságai megegyeznek a legrövidebb helyes úttávolságokkal: egy az E f-től és egy E b-től. Ez a módosítás az algoritmus fő hurokjának legrosszabb eseti iteráció számát csökkenti |V|-1 től {\displaystyle |V|/2} -re.
Egy újabb fejlesztés, Bannister és Eppstein (2012) által, véletlenszerű permutációval helyettesíti a Yen második fejlesztésében használt csúcsok tetszőleges lineáris sorrendjét. Ez a változás a Yen fejlesztéséhez (amelyben a legrövidebb út élei szigorúan váltakoznak a két E f és E b részhalmaz között), kapcsolódó legrosszabb eset előfordulását valószínűtlenné teszi. Véletlenszerűen permutált csúcs rendezéssel a fő hurokban szükséges iterációk várható száma legfeljebb {\displaystyle |V|/3} .

## További algoritmusok
Kínában egy olyan algoritmus, amely egy elsődleges ki- és bejárati sort ad a Bellman–Ford-algoritmushoz, SPFA néven ismert, amelyet Edward Moore 1959-ben tett közzé, és 1994-ben Fanding Duan fedezte fel újra, népszerű azoknál a hallgatóknál, akik részt vesznek a Nemzeti Informatikai Olimpia a Tartományok és a Nemzetközi Egyetemi Programozási Versenyen.

## Fordítás
Ez a szócikk részben vagy egészben  a   Bellman–Ford algorithm című angol Wikipédia-szócikk ezen változatának fordításán alapul.  Az eredeti cikk szerkesztőit annak laptörténete sorolja fel. Ez a jelzés csupán a megfogalmazás eredetét és a szerzői jogokat jelzi, nem szolgál a cikkben szereplő információk forrásmegjelöléseként.